# Museum Abteiberg
Le Museum Abteiberg ou Städtisches Museum Abteiberg est un musée situé à Mönchengladbach en Allemagne.

## Histoire
En 1887, des objets sont entreposés dans un bâtiment (école désaffectée) dans le quartier de Gladbach à Mönchengladbach. À partir de 1901, on répertorie et catalogue ces objets et en 1902, la ville crée une association. En 1907, Carl Schurz est nommé premier conservateur du musée.
Entre 1904-1925, on rajoute une église protestante qui sera détruite. La deuxième guerre mondiale détruit certains bâtiment.
Le musée est redessiné par Hans Hollein entre 1972 à 1982 puis nommé Städtische Museum Abteiberg. En fait, il faut savoir que si le musée est revu par Hans Hollein, rien n'aurait été fait sans le premier directeur - curateur du musée, à savoir Johannes Cladders. Ce dernier explique: "Je suis arrivé en 1967, le choix de l'emplacement a été définitivement arrêté en 1970 environ. C'est en 1972 que j'ai pu entrer en contact avec M. Hollein, et que la ville l'a mandaté. Puis dix ans se sont écoulés jusqu'à l'inauguration du musée. La planification s'est étendue de 1972 à 1975, puis la construction jusqu'en 1982". Entre 1967 et 1982, le musée est actif dans un espace provisoire. Entre-temps, Cladders a longuement discuté avec Hollein, à plusieurs reprises, pour concevoir ensemble le nouveau musée. L'idée principale était d'inclure les "services" (cafétéria, librairie, espace ping-pong, etc.) dans le musée et non en pourtour du musée. Le spectateur devait impérativement traverser le musée pour aller à la cafétéria par exemple et celle-ci ne pouvait pas ouvrir hors des heures d’ouverture du musée, car elle était au milieu de l'établissement. Mais Cladders insiste sur le fait que l'architecture est entièrement de Hollein. Le concept a été élaboré à deux, mais la réalisation finale appartient pleinement à l'architecte.
Il faut bien comprendre aussi que la mise en place temporaire de ce "nouveau musée" a lieu à l'époque de Fluxus et des concepts anti-muséaux développés avec intensité par les milieux artistiques de l'époque.
La première exposition est consacrée à Joseph Beuys, puis d'autres artistes actifs à cette période connaissent une exposition qui sera unique dans ce musée. L'idée de Cladders était de ne pas accorder plus d'une exposition par artiste, ce à quoi il s'est tenu, à une exception près: Daniel Buren. Certains des artistes sont alors déjà connus d'autres encore balbutiants, mais rares sont ceux qui peuvent prétendre à une "rétrospective".
Par ailleurs, Cladders choisit comme principe de "catalogue" la création d'une boîte et ceci sur une idée proposée par Josef Beuys à l'occasion de la première exposition. Elle est alors appliquée systématiquement pour toutes les autres expositions.

## Collections
- Alexej von Jawlensky
- Ernst Ludwig Kirchner
- Max Pechstein
- Christian Rohlfs
- Otto Mueller
- Rudolf Belling
- Alexander Calder
- Heinrich Campendonk
- Erich Heckel
- František Kupka
- Man Ray
- Sol LeWitt
- Peter Brüning
- Heinz Mack
- Martin Kippenberger
- François Morellet
- Claes Oldenburg
- Marcel Duchamp
- Jacques Villeglé
- Richard Hamilton
- Roy Lichtenstein
- Andy Warhol
- Tom Wesselmann
- Carl André
- Bruce Nauman
- Albert Oehlen
- Friedrich Vordemberge-Gildewart (en)

## Galerie

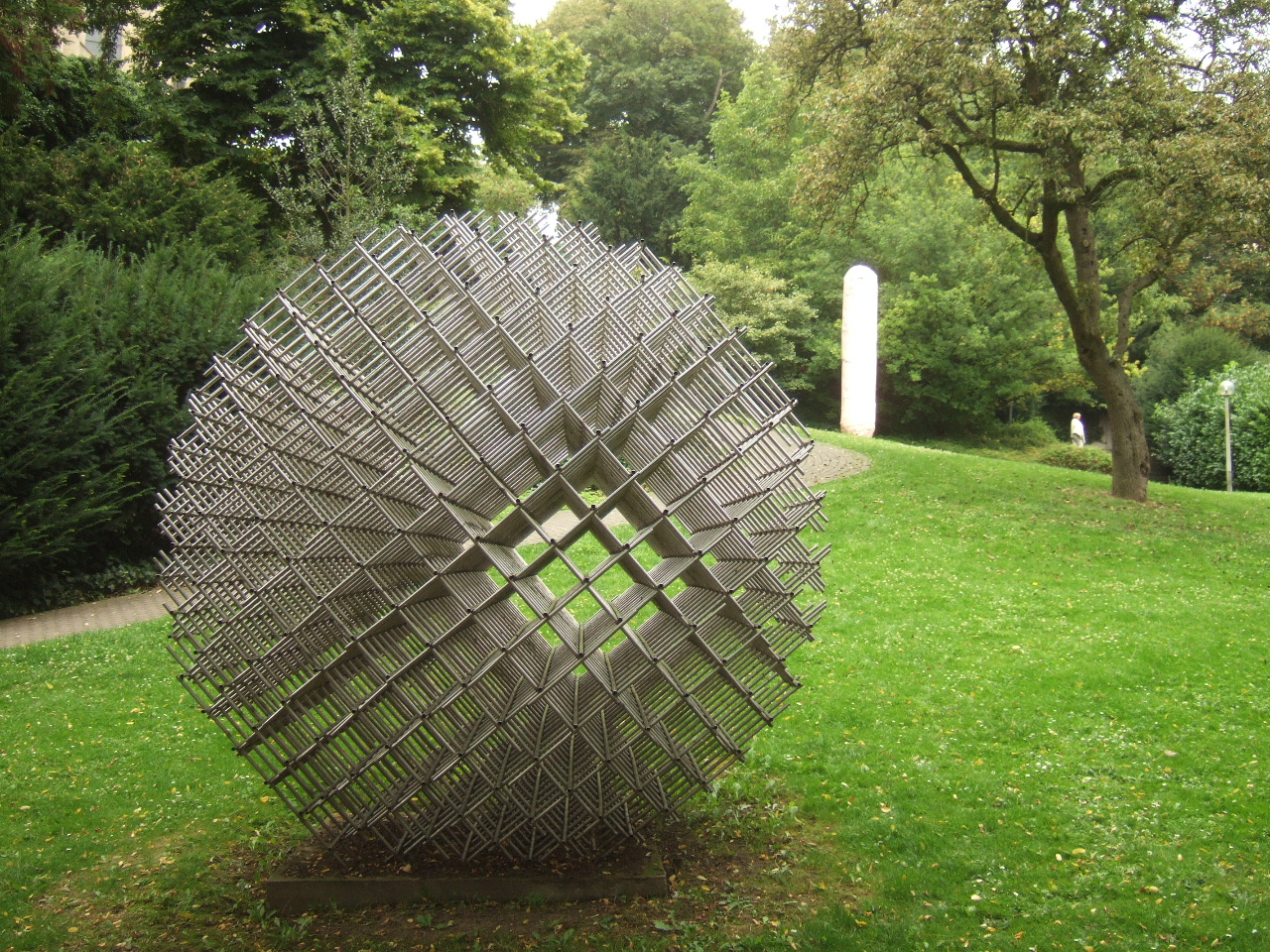
François Morellet, Sphère - trames
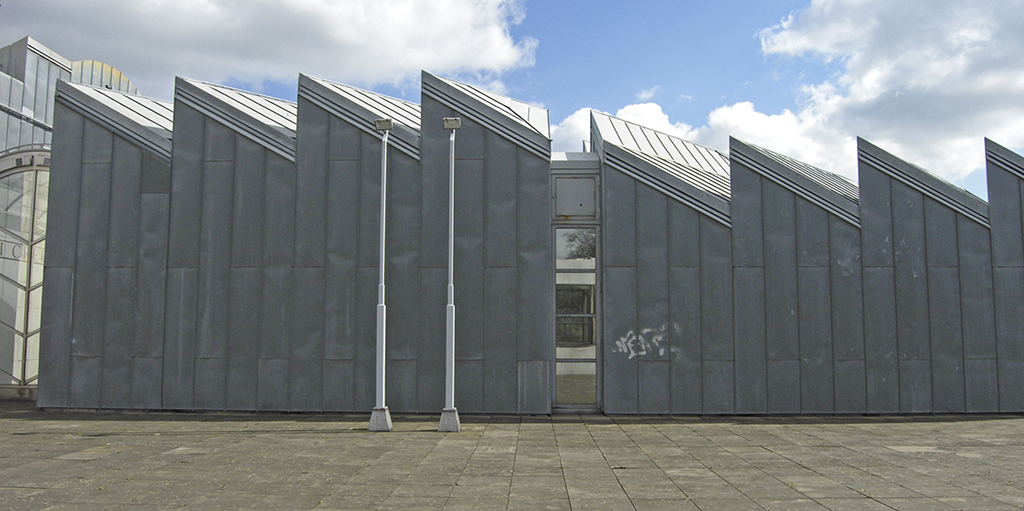
Détails d'architecture